# Emmanuel Champigneulle

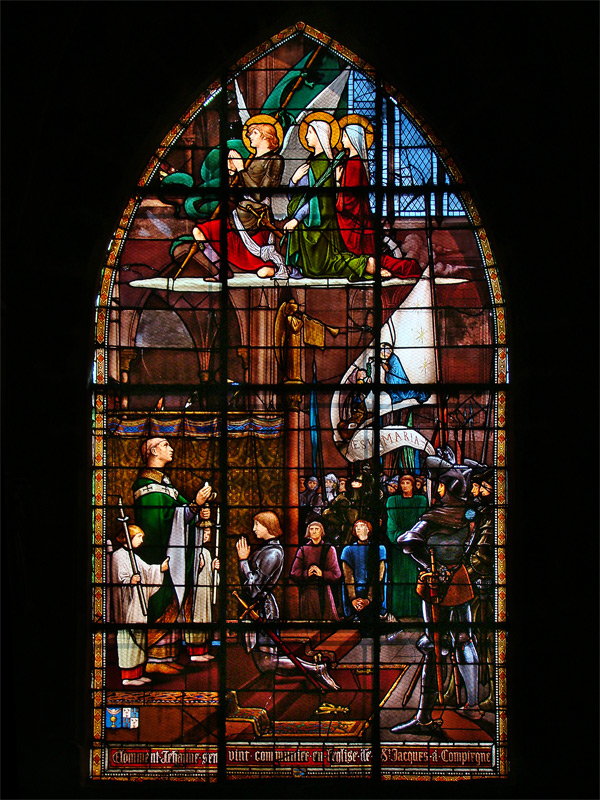
Fenster in Compiègne mit Jeanne d’Arc

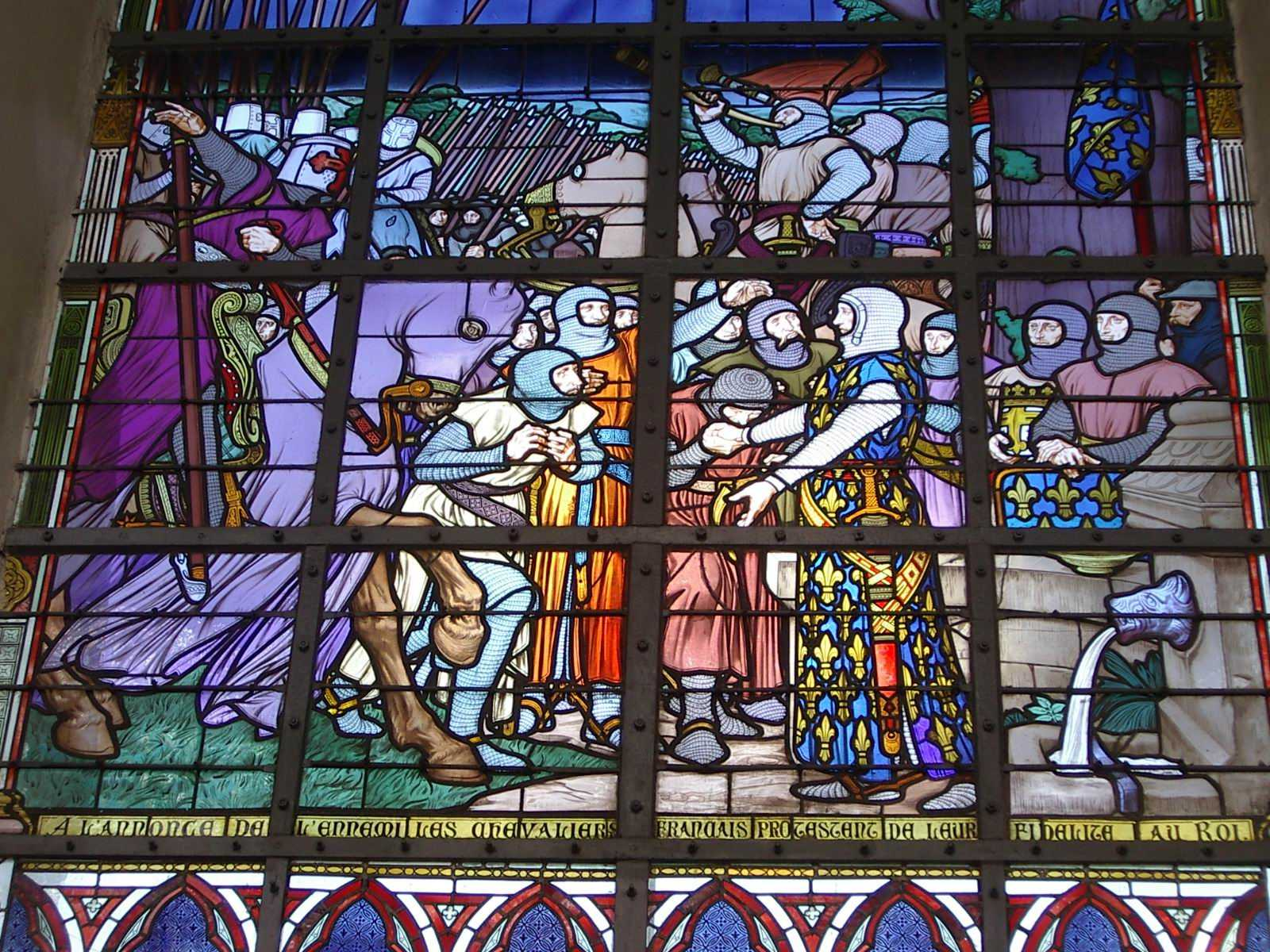
Fenster in der Kirche von Bouvines

Emmanuel-Marie-Joseph Champigneulle (* 20. Februar 1860 in Metz; † 29. August 1942 in Oujda, Marokko) war ein französischer Glasmaler, dessen Werkstatt sich in Bar-le-Duc befand.
Er stammte aus der Glasmalerfamilie Champigneulle und war der jüngste Sohn von Emmanuel Champigneulle, der die Glasmalerfirma in Metz von seinem Vater Charles Champigneulle (1820–1882) übernommen hatte.
Emmanuel ließ sich in Bar-le-Duc nieder, wo er Konkurrent der Glasmalerwerkstatt von Jacques Gruber wurde. Er arbeitete eng mit seinem Bruder Charles Champigneulle (1853–1905) zusammen, der 1881 die Firma Coffetier in Paris übernahm.
Besonders hervorzuheben ist seine Arbeit für die Kirche in Bouvines, wo er Fenster mit Motiven aus der Schlacht bei Bouvines anfertigte.

## Glasfenster (Auswahl)
- 1889–1906: 21 Fenster in der Kirche St-Pierre in Bouvines
- Notre-Dame-du-Salut, Paris
- Église Rouge, Neuchâtel (Schweiz)